# Lubang Jeriji Saléh
Lubang Jeriji Saleh és un conjunt de coves de pedra calcària d'Indonèsia, al karst de Sangkulirang-Mangkalihat, situat a la llunyana selva del districte de Bengalon, al Kutai Oriental, província de Kalimantan Oriental, a l'illa de Borneo. En una publicació del 2018, un equip d'investigadors anuncià haver trobat entre les pintures rupestres l'obra d'art figuratiu més antiga coneguda fins llavors al món, amb 40.000 anys d'antiguitat. El mateix equip, però, ha trobat i datat des de llavors un elaborat plafó d'art rupestre teriantrop a la cova Leang Bulu' Sipong 4, al karst Maros-Pangkep de Sulawesi, d'uns 44.000 anys d'antiguitat, més antic que l'art figuratiu de Lubang Jeriji Saleh.

## Pintures rupestres
El jaciment de Lubang Jeriji Saleh és una de les moltes coves a les escarpades muntanyes de Kalimantan Oriental. Les parets i el sostre estan coberts de centenars de contorns de mans i dits estesos dins d'esclats de pintura ocre roig ataronjat o òxid de ferro, i pintures rupestres figuratives. Una anàlisi actualitzada de les parets de la cova indica que les plantilles dels dits més antigues tenen 52.000 anys i que la pintura més antiga, una representació d'un toro banteng salvatge, es creà fa uns 40.000 anys, desenes de milers d'anys abans del que s'havia calculat. El toro, que pertany a un trio de rotundes criatures bovines, fa més de 1,5 m d'amplada, i també està fet amb ocre rogenc ataronjat a les parets de pedra calcària.
Basant-se en les datacions d'urani del 2018 de petites mostres de l'escorça calcària, se n'identificaren tres fases de decoració. La més antiga conté la representació del toro i plantilles de mans en ocre roig ataronjat. Durant la segona fase es feren plantilles de color morat amb motius intricats i éssers humans. En la tercera fase s'identificaren figures humanes, vaixells i dissenys geomètrics.

## Recerca
Les coves de Kalimantan s'examinaren al 1994 i les pintures foren albirades per primera vegada per l'espeleòleg francés Luc-Henri Fage. Lubang Jeriji Saleh (anomenada per primera vegada Ilas Kenceng en les publicacions de Kalimanthrope) la van descobrir Pindi Setiawan, Luc-Henri Fage i Jean-Michel Chazine al setembre del 1998, guiats per Pak Saleh, caçador de nius d'orenetes Dayak. Les prospeccions i l'estudi de les pintures es feren durant tres missions següents. Aquesta vasta cavitat fòssil situada a 300 m per sobre d'un petit riu es desplega paral·lelament al penya-segat i es comunica a l'exterior per tres pòrtics successius sota un cim denominat Ilas Kenceng.

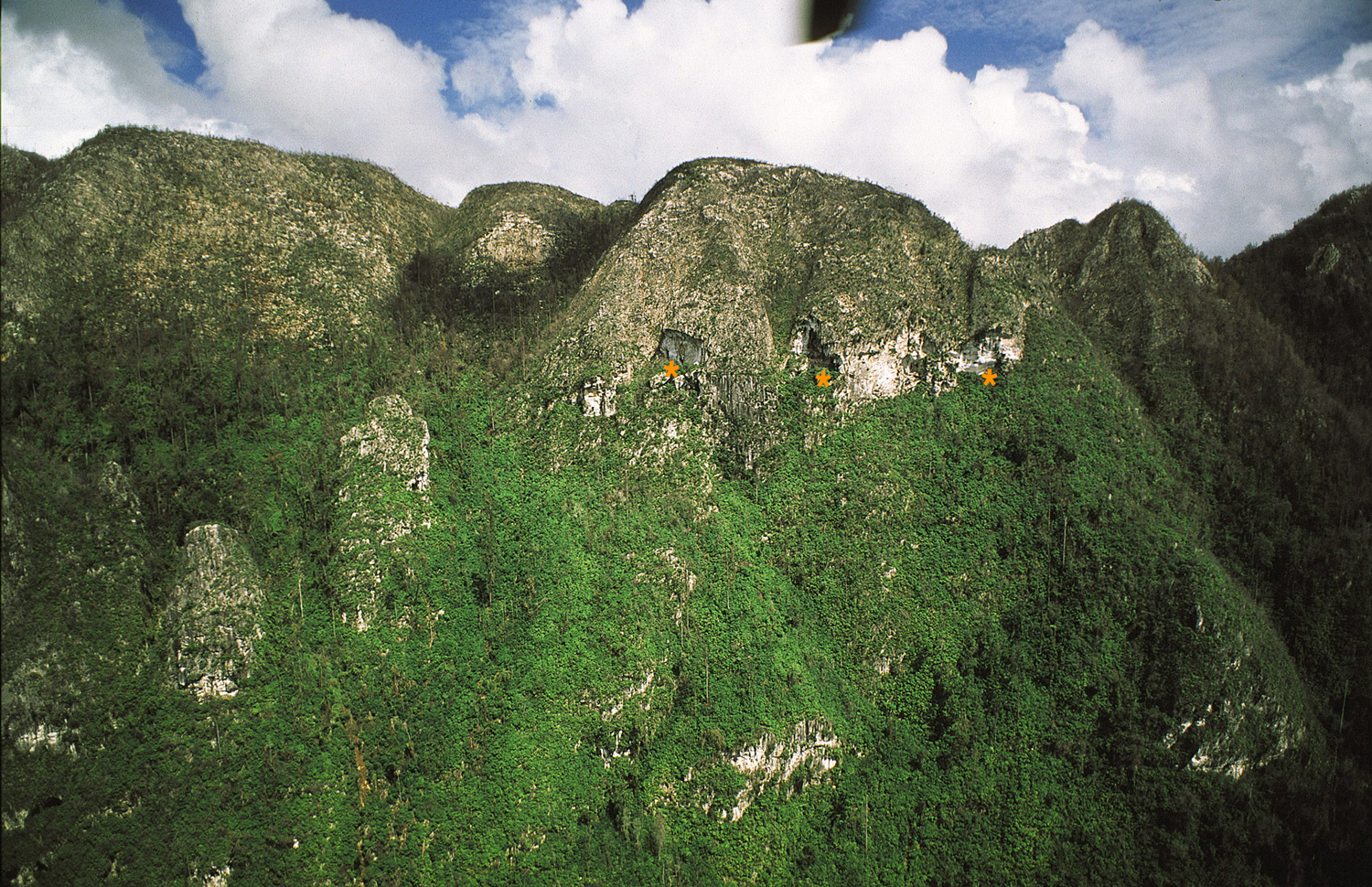
Vista d'helicòpter de les muntanyes Marang (Kalimantan, Indonèsia) amb els tres porxos alineats de la cavitat fòssil Lobang Jerihi Saleh (ex-Ilas Kenceng)

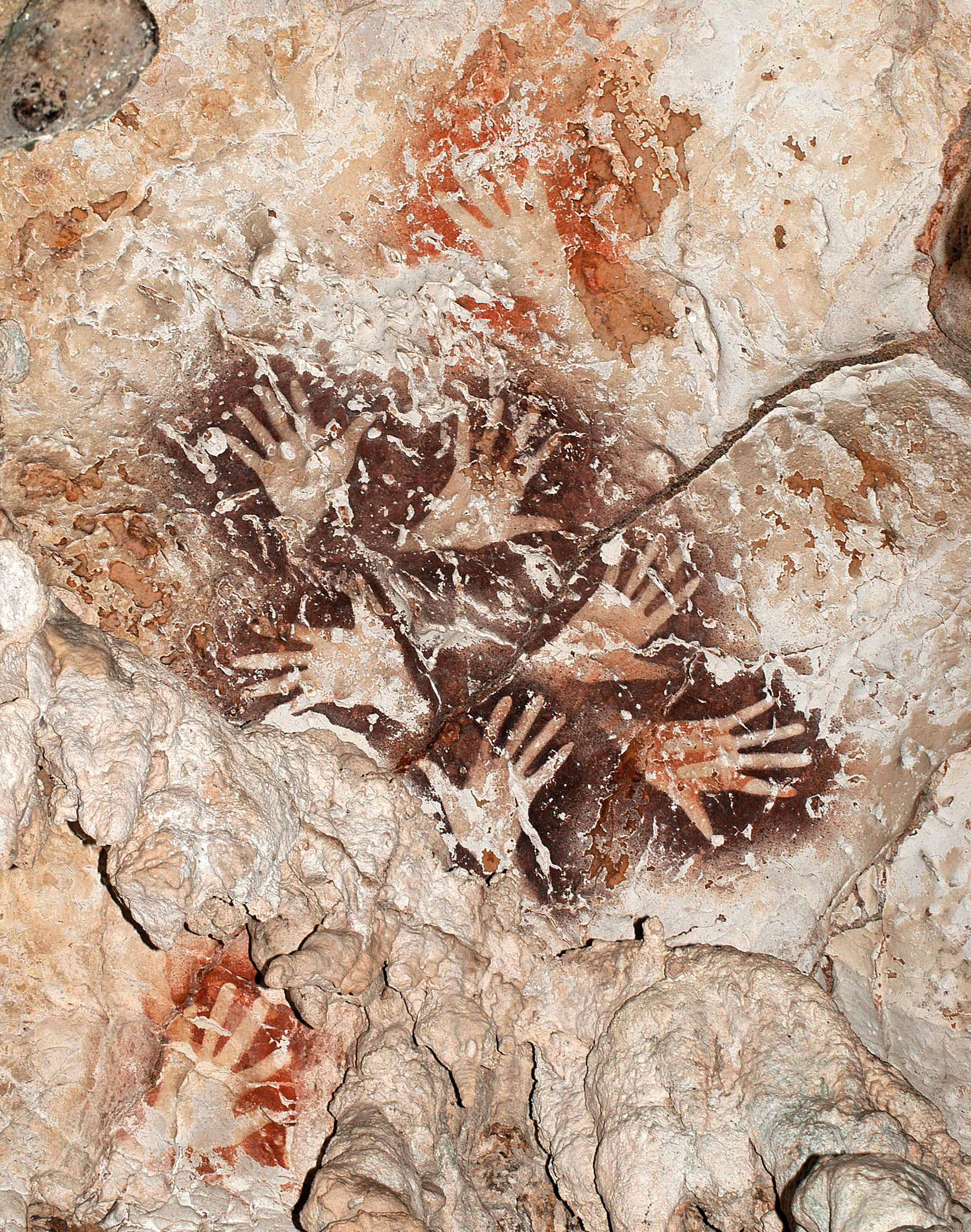
El "Ramell de Mans", una notable manifestació de l'art rupestre de Borneo, presenta sis mans en una ronda gràfica eterna. Observeu-ne les mans més antigues de color roig ataronjat cobertes pel motiu

Les pintures, molt variades, se situen en deu zones concretes. A més del sostre amb bòvids, l'element més important és un "Ramell de mans".
L'equip d'investigadors del 2018, dirigit per Maxime Aubert, de la Universitat de Griffith (Austràlia), i Pindi Setiawan, de l'Institut de Tecnologia de Bandung (Indonèsia), examinaren el jaciment; identificaren i dataren les pintures com l'art figuratiu més antic conegut del món i publicaren els resultats en la revista Nature a finals d'any. De llavors ençà, l'equip ha trobat i datat un elaborat plafó d'art rupestre teriantrop a la cova Leang Bulu' Sipong 4 de Sulawesi (Cèlebes), d'uns 44.000 anys d'antiguitat, segons una publicació del 2019. Per a datar els pigments de la pintura, hi aplicaren tècniques de datació en sèrie d'urani sobre les partícules de carbonat càlcic que incrusten les pintures.

## Importància
El descobriment de les pintures rupestres és important dins la història cultural de la humanitat, perquè reforça la idea que l'art rupestre es creà alhora al sud-est asiàtic i a Europa. Es desconeix quines persones van crear les pintures i quina fou la seua història.
Francesco d'Errico, expert en art prehistòric de la Universitat de Bordeus, qualificà la recerca com un "gran descobriment arqueològic", també va suggerir, però, que la troballa donava poca informació sobre els orígens geogràfics de l'art.